# Erica cumuliflora
Erica cumuliflora är en ljungväxtart som beskrevs av Richard Anthony Salisbury. Erica cumuliflora ingår i släktet klockljungssläktet, och familjen ljungväxter. Inga underarter finns listade i Catalogue of Life.